# Vertigo tridentata
Vertigo tridentata är en snäckart som beskrevs av Wolf 1870. Vertigo tridentata ingår i släktet Vertigo och familjen puppsnäckor. Inga underarter finns listade i Catalogue of Life.